# Centrolene venezuelense
Centrolene venezuelense là một loài ếch trong họ Centrolenidae. Chúng là loài đặc hữu của Venezuela. Trong tiếng Tây Ban Nha nó được gọi là ranita de cristal Venezolana hoặc ranita verde de labio blanco.
Các môi trường sống tự nhiên của chúng là rừng mây ẩm nhiệt đới và cận nhiệt đới, sông, sông có nước theo mùa, vườn nông thôn, và các khu rừng trước đây bị suy thoái nặng nề.
Nó không được xem là bị đe dọa theo IUCN.